# Idaea nexaria
Idaea nexaria là một loài bướm đêm trong họ Geometridae.